# Lynn Cartwright
Doraly „Lynn“ E. Cartwright (* 27. Februar 1927 in McAlester, Oklahoma; † 2. Januar 2004 in Los Angeles, Kalifornien) war eine US-amerikanische Schauspielerin.
Cartwright war von 1950 bis zu seinem Tod 2000 mit Leo Gordon verheiratet. In ihrem letzten Film war sie als ältere Dottie Hinson zu sehen, die von Geena Davis dargestellt wird. Sie starb an Komplikationen von Demenz.

## Filmografie
- 1956: Science Fiction Theatre (Fernsehserie)
- 1957: Der Einäugige (Black Patch)
- 1958: Alfred Hitchcock Presents (Fernsehserie)
- 1958: Target (Fernsehserie)
- 1958: The Cry Baby Killer
- 1958: In den Krallen der Venus (Queen of Outer Space)
- 1957–1959: Highway Patrol (Fernsehserie)
- 1959: Peter Gunn (Fernsehserie)
- 1959: The D.A.’s Man (Fernsehserie)
- 1959: Die Wespenfrau (The Wasp Woman)
- 1959: Bat Masterson (Fernsehserie)
- 1960: Maverick (Fernsehserie)
- 1961: The Brothers Brannagan (Fernsehserie)
- 1963: Sprung aus den Wolken (Ripcord, Fernsehserie)
- 1965: The Girls on the Beach
- 1969: All the Loving Couples
- 1969: Robin Hood und seine lüsternen Mädchen (The Ribald Tales of Robin Hood)
- 1972: Haus des Bösen (Something Evil, Fernsehfilm)
- 1972: Gabriela – Blutjung und unbefriedigt (Gabriella)
- 1972: Wo tut’s weh? (Where Does It Hurt?)
- 1971–1975: Adam-12 (Fernsehserie)
- 1975: Far Out Space Nuts (Fernsehserie)
- 1978: Son of Hitler
- 1978: The Lucifer Complex
- 1978: The Seniors
- 1980: Unsere kleine Farm (Little House on the Prairie, Fernsehserie)
- 1984: Der Denver-Clan (Dynasty, Fernsehserie)
- 1984: Lovelines
- 1985: Unter der Sonne Kaliforniens (Knots Landing, Fernsehserie)
- 1987: Die Schmuddelkinder (The Garbage Pail Kids Movie)
- 1992: Eine Klasse für sich (A League of Their Own)